# Гловер, Энн
Лесли Энн Гловер (Lesley Anne Glover; род. 19 апреля 1956 года, г. Арброт, Шотландия) — шотландский учёный, биолог.
Профессор Абердинского университета и с 2015 года его вице-ректор.
Главный научный консультант Шотландии (2006—2011), главный научный советник председателя Европейской комиссии (2012—2014), первая в обеих этих должностях.
Член Королевского общества Эдинбурга (2005) и избрана его президентом на трёхлетний срок начиная с апреля 2018 года. Член Лондонского королевского общества (2016) и почётный член Европейской академии (2014).
В 2013 году Би-би-си назвало её 19-й среди самых влиятельных женщин Великобритании.

## Биография
Окончила с отличием Эдинбургский университет (бакалавр биохимии), где училась в 1974—1978 годах. Затем училась в кембриджском Королевском колледже, где получила степени магистра (1979) и доктора философии по молекулярной биологии (1981).
С 1983 года преподаёт в Абердинском университете, первоначально лектор по биохимии, с 2001 года профессор и заведующая кафедрой молекулярной и клеточной биологии.
В 2006—2011 гг. главный научный консультант Шотландии, Первого министра Шотландии, первая в этой должности.
В 2009—2011 гг. возглавляла UK Collaborative on Development Sciences.
В 2012—2014 гг. главный научный советник председателя Европейской комиссии, первая в этой должности, а также с 2013 года возглавляла учреждённый научно-технологический консультативный совет при нём.
С 2015 года член совета Scottish Enterprise.
Член совета Natural Environment Research Council (2001—2011).
Член Королевского общества искусств (2009).
Фелло American Society for Microbiology (1995) и Institute of Biology (2005), почётный фелло Королевского химического общества (2014).
Дама-Командор Ордена Британской империи (2015, командор 2006). В 2008 году названа Woman of Outstanding Achievement in Science, Engineering and Technology (SET). Читала лекцию имени Бернала в Биркбек-колледже (2017).